# Marcelo Balboa
Marcelo Balboa (ur. 8 sierpnia 1967 w Chicago) – amerykański piłkarz grający na pozycji obrońcy. W latach 1988–2000 występował w reprezentacji USA, której był kapitanem. Po zakończeniu kariery został komentatorem piłkarskim stacji ABC i ESPN.

## Kariera piłkarska
Po grze w college'u na Uniwersytecie Stanowym w San Diego stał się podporą defensywy reprezentacji USA na Mistrzostwach Świata w 1990 i 1994. W 1992 i 1994 został wybrany amerykańskim piłkarzem roku. W 1995 jako pierwszy w historii zawodnik USA przekroczył barierę 100 rozegranych spotkań w reprezentacji.
W 1994 r. i 1995 r. grał w Club León - klubie ligi meksykańskiej. Następnie przez 6 sezonów grał w Colorado Rapids, którego był liderem w wielu statystykach. W 1998 Balboa, Eric Wynalda i Tab Ramos jako pierwsi Amerykanie wystąpili w trzech turniejach Mistrzostw Świata. W 2002 r. przeszedł do MetroStars, gdzie jednak rozegrał tylko 5 minut, co było spowodowane nękającymi go kontuzjami. Doprowadziło to do przejścia Marcelo Balboy na emeryturę.
Balboa swoją karierę zakończył z 128 spotkaniami i 13 bramkami w reprezentacji i 24 bramkami, 23 asystami w 152 spotkaniach w Major League Soccer. W 2005 r. Balboa został wybrany do jedenastki wszech czasów MLS.